# Жнецы (фильм)
«Жнецы» — широкоформатный художественный фильм режиссёра Владимира Денисенко, снятый по собственному сценарию в 1978 году на киностудии им. А. Довженко.
Фильм вышел на экраны страны в феврале 1979 года.

## Сюжет
Василь Билань, работающий комбайнёром в родном колхозе, принимает решение сразу после свадьбы отправиться на уборочную на Поволжье. За высокие показатели в труде получает памятный подарок. Заработав много денег на будущую жизнь с молодой женой, он хочет вернуться домой, но коллеги зовут его на Алтай — там выпал ранний снег и может погибнуть урожай хлеба. После того, как он помог убрать урожай, становится ясно, что нечистые на руку люди без него всё растащат по своим дворам.

## В ролях
- Анатолий Рудаков — комбайнёр Василь Билань
- Наталья Андрейченко — Мария
- Наталия Наум — Ольга Платоновна
- Маргарита Криницына — Одарка
- Анатолий Хостикоев — Гунько
- Нурмухан Жантурин — Кельденов
- Константин Степанков — Фомичёв
- Николай Олейник — Ковалёв
- Антонина Лефтий — Татьяна
- Александр Милютин — Боровиков
- Владимир Волков — Зотов
- Наталия Гебдовская — бабка Лукерья
- Галина Демчук — секретарь парткома
- Иван Тарапата — Семён Иванович Сивоконь

## Критика
Один из опытнейших режиссеров украинского В. Денисенко продолжил традицию психологического повествования в фильме «Жнецы» (1978 г.). В. Денисенко стремится раскрыть, как его герой изменился за те четыре месяца, которые приобщили его к жизни огромной страны. Как забота о заработке, не оставлявшая Василя в первые недели, отступает на второй план перед захватившим и его патриотическим порывом целинников, героически убиравших урожай, присыпанный первым, ранним снегом. Как преображает Василя (А. Рудакова) и нечаянная, горькая любовь к Марии Ковалевой (Н. Андрейченко), нашедшей в себе силы отказаться от него, чтобы не разбить его семью.— Многонациональное советское киноискусство / Л. Х. Маматова. — М.: Знание, 1982. — 158 с. — с. 70

## Награды
- Республиканская премия УССР имени Тараса Шевченко автору сценария и режиссёру-постановщику Владимиру Денисенко за художественный фильм «Жнецы». 1979 г.
- Премия «За яркое отражение на экране проблем жизни современного села». — XII Всесоюзный кинофестиваль, Ашхабад, 1979.
- Главный приз V Республиканский кинофестиваль «Человек труда на экране» — Ворошиловград, 1980.